# 沙莫勒
沙莫勒（法語：Chamole，法語發音：[ʃamɔl]）是法国汝拉省的一个市镇，属于隆斯勒索涅区。

## 地理
沙莫勒（46°50'20"N, 5°43'36"E）面积5.78 平方千米，位于法国勃艮第-弗朗什-孔泰大區汝拉省，该省份为法国东部内陆省份，北起上索恩省，西北接科多尔省，西临索恩-卢瓦尔省，南至安省，东与杜省和瑞士接壤。
与沙莫勒接壤的市镇（或旧市镇、城区）包括：绍瑟南。

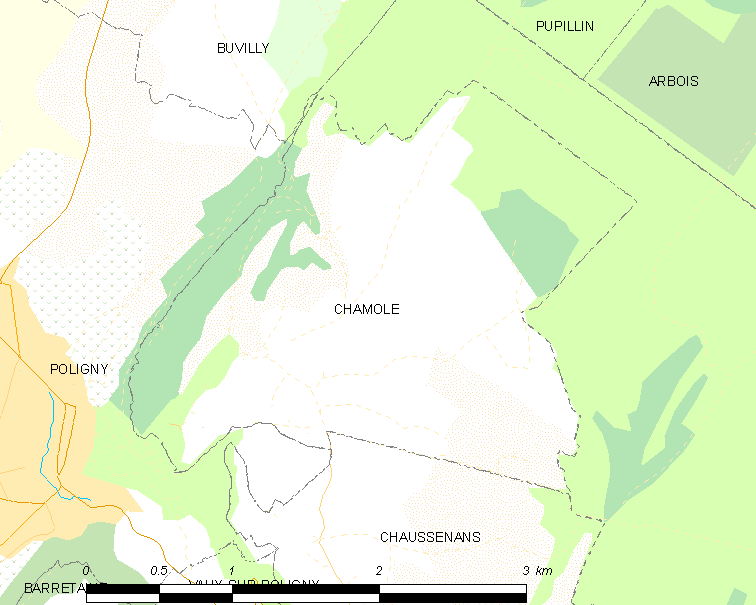
沙莫勒的OSM定位图

沙莫勒的时区为UTC+01:00、UTC+02:00（夏令时）。

## 行政
沙莫勒的邮政编码为39800，INSEE市镇编码为39094。

## 政治
沙莫勒所属的省级选区为波利尼县。

## 人口

1962-2008年间沙莫勒人口变化图示

沙莫勒于2022年1月1日时的人口数量为160人。